# Fregata typu 053H2G
Fregata typu 053H2G (v kódu NATO: třída Jiangwei I) je třída víceúčelových raketových fregat Námořnictva Čínské lidové osvobozenecké armády. Navrženy byly především pro operace v blízkosti čínského pobřeží. Celkem byly postaveny čtyři fregaty této třídy.
V roce 2015 byly první tři jednotky této třídy upraveny na oceánské hlídkové lodě a převedeny k Čínské pobřežní stráži, což je obvyklá čínská praxe využití válečných lodí vyřazených z první linie. V roce 2019 bylo čtvrté jednotky věnováno Srí Lance.
Na základě této fregaty byly později pro Thajsko postaveny dvě značně modifikované fregaty třídy Naresuan.

## Stavba
Všechny čtyři jednotky třídy Jiangwei I byly postaveny loděnicí Hudong-Zhonghua v Šanghaji a dokončeny v letech 1992–1994. Jedná se o fregaty An-čching (539), Chuaj-nan (540), Chuaj-pej (541) a Tchung-ling (542). Poté je ve výrobě nahradil pokročilejší typ 053H3 (v kódu NATO Jiangwei-II). Další dvě změna fregat si postavené pro Thajsko. Jedná se o jednotky Naresuan (FF 421) a Taksin (FF 422).
Jednotky typu 053H2G:
| Jméno             | Založení kýlu | Spuštění      | Vstup do služby  | Status |
| ----------------- | ------------- | ------------- | ---------------- | --- |
| An-čching (539)   | 1988          | červen 1990   | 1. července 1992 | V roce 2015 převedena k Čínské pobřežní stráži jako Ťin-tchang (2201, ex 31239), aktivní. |
| Chuaj-nan (540)   | 1989          | prosinec 1990 | 1. prosince 1992 | V roce 2015 převedena k Čínské pobřežní stráži jako Tung-tchou (2202, ex 31240), aktivní. |
| Chuaj-pej (541)   | 1990          | prosinec 1992 | 1. července 1993 | V roce 2015 převedena k Čínské pobřežní stráži jako Jü-chuan (2203, ex 31241), aktivní. |
| Tchung-ling (542) | 1991          | prosinec 1993 | 1. července 1994 | V roce 2015 převedena k pobřežní stráži. V září 2018 byla věnována Srí Lance. Dne 5. června 2019 byla námořnictvu předána pod označením (P625). Zařazena 22. srpna 2019 jako SLNS Parakramabahu (P625). |

## Konstrukce

### Fregata

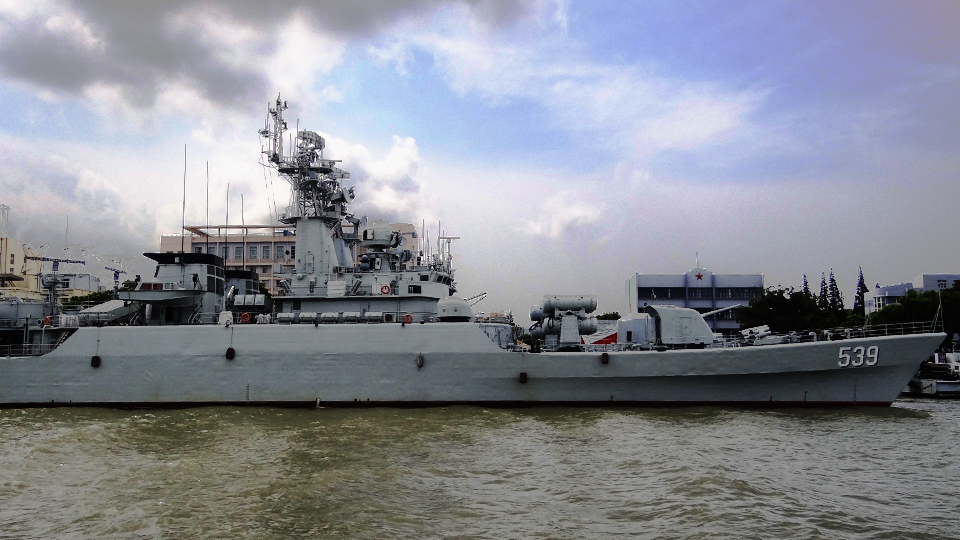
An-čching (539)

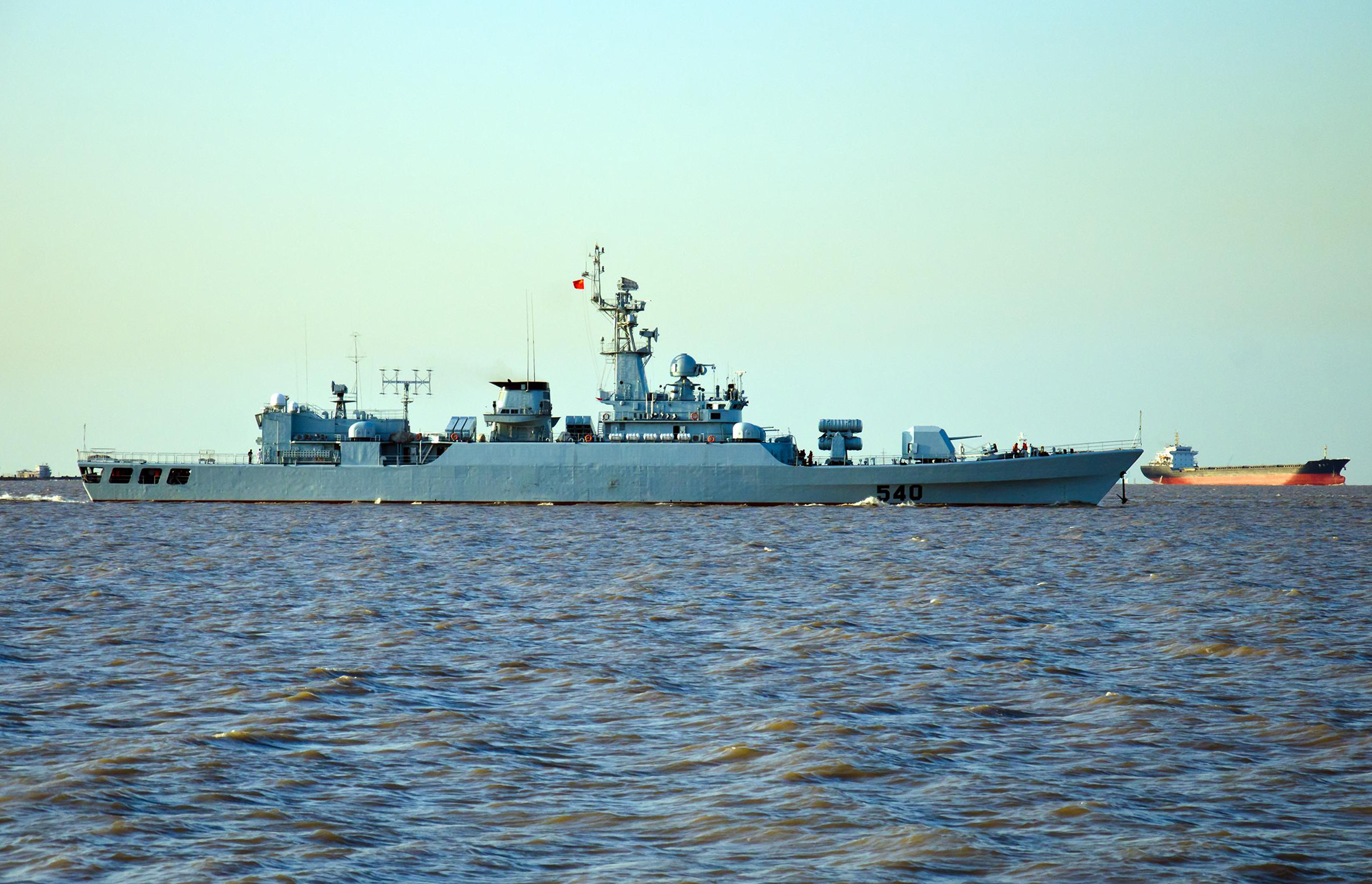
Chuaj-nan (540)

Hlavní výzbroj představuje jeden 100mm dvoukanón typu 79 na přídi. Za dělovou věží je dále umístěno šestinásobné vypouštěcí zařízení protiletadlových řízených střel krátkého dosahu HQ-61B. K obraně proti letadlům a vrtulníkům fregaty nesou rovněž čtyři 37mm dvoukanóny typu 76A (dvě stojí před můstkem a dvě po stranách hangáru). Ve středu lodí se nachází dvě trojitá odpalovací zařízení protilodních střel C-802 s dosahem 120 kilometrů. K ničení ponorek slouží dva vrhače raketových hlubinných pum typu 87, umístěné před 100mm dělovou věží. Na zádi se nachází přistávací plocha a hangár pro až dva vrtulníky například typu Z-9C Chaj-tchun.
Pohonný systém je koncepce CODAD. Dva diesely Hudong 12E390 slouží pro ekonomickou plavbu, přičemž v bojové situaci se zapojí další dva jiného typu. Lodní šrouby jsou dva. Nejvyšší rychlost je 25 uzlů. Dosah je 4000 námořních mil při 18 uzlech.

### Oceánská hlídková loď
Úprava na oceánské hlídkové lodě pobřežní stráže zahrnuje například odstranění většiny zbraňových systémů a senzorů. Zůstaly čtyři 37mm dvoukanóny typu 76A.